# ATC kód R01
ATC kód R01 Nosní léčiva je hlavní terapeutická skupina anatomické skupiny R. Dýchací ústrojí.

## R01A Dekongesční a jiná nosní léčiva k lokální aplikaci

### R01AA Sympatomimetika samotná
R01AA05 Oxymetazolin
R01AA07 Xylometazolin
R01AA08 Nafazolin
R01AA09 Tramazolin

### R01AB Sympatomimetika, kombinace kromě kortikosteriodů
R01AB01 Fenylefrin
R01AB02 Nafazolin
R01AB05 Efedrin
R01AB06 Xylometazolin

### R01AC Antialergika kromě kortikosteroidů
R01AC01 Kyselina kromoglyková
R01AC02 Levokabastin
R01AC03 Azelastin

### R01AD Kortikosteroidy
R01AD01 Beclomethason
R01AD05 Budesonid
R01AD08 Flutikason
R01AD09 Mometazon

### R01AX Jiná nosní léčiva
R01AX03 Bromid ipratropia
R01AX06 Mupirocin
R01AX10 Různé
R01AX30 Kombinace

## R01B Léčiva k dekongesci nosní sliznice pro systémovou aplikaci

### R01BA Sympatomimetika
R01BA52 Pseudoefedrin, kombinace

## Poznámka
- Registrované léčivé přípravky na území České republiky.
- Informační zdroj: Státní ústav pro kontrolu léčiv, Všeobecná zdravotní pojišťovna.